# Erich Gülzow
Pour les articles homonymes, voir Gülzow.
Erich Gülzow (né le 29 mars 1888 à Loitz et mort le 16 août 1954 à Barth) est un professeur allemand et historien local. Il écrit des ouvrages sur l'histoire de la Poméranie occidentale et de Rügen. Grâce à ses publications sur Ernst Moritz Arndt, il s'est fait connaître au-delà des frontières de la Poméranie.

## Biographie
Erich Gülzow est né en 1888, fils de Christian Gülzow (1856-1934), professeur et chroniqueur de Loitz, et de son épouse Marie. Après ses études secondaires à Stralsund, il étudie l'allemand, la romanistique et la théologie dans les universités de Fribourg, Grenoble et Greifswald. En 1913, il obtient un doctorat pour sa thèse sur Heinrich von dem Türlin. Après avoir passé l'examen d'enseignement supérieur en 1914, il s'installe à Barth. À partir de 1919, il travaille comme conseiller étudiant au lycée.
Pendant cette période, il se tourne vers l'histoire de la Poméranie occidentale et commence à publier de nombreux écrits et essais en tant qu'auteur et éditeur. Il lancé la série de publications "Barther Heimatbücherei" et en 1922 il publie la "Chronique de la ville de Barth" de 800 pages, édité par lui, de feu Wilhelm Bülow. De 1935 à 1939, il publie la série "Grimmener Heimatbücherei". Sur sa suggestion, la Commission historique de Poméranie publie les "Pommersche Lebensbilder" en trois volumes.
Dans les années 1930, il concentre ses recherches historiques sur Ernst Moritz Arndt, le domaine pour lequel il constitue une collection depuis les années 1920. Il contribue à une édition complète et historico-critique des travaux d'Arndt, qui est financée par la Fondation allemande pour la recherche et les universités de Greifswald et Bonn. En 1941, il prend une retraite anticipée afin de pouvoir se consacrer plus pleinement à cette tâche. Après avoir convoqué le chef de projet Paul Hermann Ruth, toujours porté disparu pendant la Seconde Guerre mondiale, Gülzow reprend la direction générale. Il réalise un travail de recherche détaillé et précieux sur la vie et l'œuvre d'Arndt, mais s'est également mis au service du national-socialisme.
Après la fin de la guerre, de nombreux documents de recherche sur Ernst Moritz Arndt sont perdus ou détruits. En octobre 1948, il tente de fonder à nouveau la Société Arndt, mais en vain.

## Travaux (sélection)
- Zur Stilkunde der Krone Heinrichs von dem Türlin. Hermann Haessel, Leipzig 1914
- Barth vor 125 Jahren. Barth 1920
- Ernst Moritz Arndt in Schweden. Bamberg, Greifswald 1920
- Vom Barther Schulwesen in früheren Tagen. Barth 1921
- Ernst Moritz Arndt und Stralsund. Stralsund 1922
- Menschen und Bilder aus Pommerns Vergangenheit. Stralsund 1928
- Loitzer. Waberg, Grimmen 1939